# كرد لاغري (سررود الجنوبي)
کرد لاغري (بالفارسية: کردلاغری) هي قرية تقع في إيران في قسم سررود الجنوبي الريفي. يقدر عدد سكانها بـ 772 نسمة بحسب إحصاء 2016.